# الأسيرات الفلسطينيات
الأسيرات الفلسطينيات هن نساء فلسطينيات تم اعتقالهن منذ عام 1967، فهنالك حوالي 17 ألف فلسطينية أُعتقلت في سجون الإحتلال الإسرائيلي على مدار السنوات بينهن أمهات وطاعنات في السن، وزوجات وحوامل ومن ذوي الإحتياجات الخاصة وقاصرات، ونواب منتخَبات في المجلس التشريعي. ويحفظ التاريخ أن الأسيرة الأولى في الثورة الفلسطينية هي فاطمة برناوي من مدينة القدس والتي اعتُقلت في 14 أكتوبر1967 وأمضت عشرة أعوام قبل أن تتحرر في سنة 1977.
فكانت سجون الإحتلال إحدى ساحات الصراع بين المرأة الفلسطينية والسجان المحتل، الذي حاول بكل السبل كسر إرادتها إلا أنها صمدت ولعبت دورًا طليعيًا في التصدي للمحتل الإسرائيلي فحملت السلاح وشاركت في الثورات، ونظمت المظاهرات والإحتجاجات وسجلت علامة فارقة في تاريخ الشعب والثورة الفلسطينية.
تتعرض المعتقلات الفلسطينيات كغيرهن من أبناء الشعب الفلسطيني للتعذيب وسوء المعاملة أثناء فترة التحقيق، ويستغل محققو الإحتلال الخصوصية الجندرية للنساء للضغط عليهن والتنكيل بهن، ويتعرضن للتفتيش العاري بهدف إذلالهن وحرمانهن من الإحتياجات الصحية والشخصية.

## الأسيرات الأوائل
من طلائع الحركة الأسيرة النسوية في السجون الإسرائيلية.
- فاطمة برناوي
- رسمية عودة
- عائشة عودة
- تيريز هلسة
- رندة النابلسي
- سونيا نمر
- عصام عبد الهادي
- مريم الشخشير
- عفيفة بنورة
- عايدة سعد
- لطفية الحواري
- روضة البصير

## أسيرات حُررن بعد 7 أكتوبر 2023
رُصد عدد الأسيرات في السجون الإسرائيلية حتى تاريخ 7 أكتوبر أو ما يعرف بمعركة طوفان الأقصى 32 أسيرة فلسطينية حُرر منهن 18 أسيرة وهن:
- الأسيرة ميسون موسى من بيت لحم والمحكومة بالسّجن لمدة 15 عام.
- أسيرات مقدسيات (شروق دويات، الطفلة نفوذ حمّاد، نوال فتيحة).
- أسيرات من الداخل المحتل (شاتيلا أبو عيادة، أسماء أبو تكفة، آية الخطيب)
- أسيرتين من مدينة جنين وهن عطاف جرادات وياسمين شعبان.
- أمهات من محافظات مختلفة (إسراء جعابيص، أماني الحشيم، فدوى حمادة، إيمان الأعور، ختام السعافين، شذى عودة، شروق البدن، فاطمة عليان، سعدية فرج الله).

## أسيرات أنجبن أطفالهن بالسجن
خلال عملية الإعتقال لا يكترث الإحتلال الإسرائيلي لوضع السجينة إن كانت مريضة أو حامل، وخلال السنوات شهدن السجون ولادة العديد من الأطفال داخلها ومنها:
- زكية شموط هي أول أسيرة فلسطينية تنجب مولودتها داخل السجن، اُعتقلت عام 1971 وهي حامل وحكم عليها بالسجن 12 مؤبداً وفي 18 شباط 1972 أنجبت أبنتها نادية وبقيت الطفلة مع والدتها بالسجن لمدة عام والتقت بوالدتها بعد إطلاق سراحها في عملية تبادل للأسرى عام 1983.

- ماجدة جاسر السلايمة، أعتقلت في 24 شباط 1978 وهي عائدة من الأردن وكانت حاملًا في الشهر السادس وأنجبت طفلتها فلسطين.

- أميمة موسى محمد الجبور الأغا، اُعتقلت على حاجز بيت حانون في 9 حزيران 1993 وأنجبت طفلتها حنين وهي مقيدة الأيدي والأرجل في سجن "تلموند" في 4 تشرين الأول عام 1993 وبقيت الطفلة مع والدتها لمدة عامين، لتفصل سلطات الإحتلال الطفلة عن أمها وفقاً للقانون الإسرائيلي.

- ميرفت محمود يوسف طه، اُعتقلت في 29 أيار 2002، ووضعت مولودها البكر وائل بتاريخ 8 شباط 2003 وهي مقيدة بالسلاسل لحظة ولادته في مستشفى "آساف هاروفيه"، وأطلق سراحها مع مولودها بعد قضاء فترة محكوميتها البالغة نحو ثلاث سنوات.

- منال إبراهيم عبد الرحمن غانم، اُعتقلت في 17 نيسان 2003 من منزلها في مخيم طولكرم وهي أم لأربعة أولاد، وضعت مولودها نور في 10 تشرين الأول 2003.

- عائشة الكرد، أنجبت ابنها ياسر في مستشفى صرفند العسكري الإسرائيلي وهي مقيدة يوم الجمعة 17 حزيران 1988، أفرج عنها في 19 حزيران 1988 بشرط الإقامة الجبرية لمدة 5 سنوات.

- سمر إبراهيم صبيح [الإنجليزية]، اُعتقلت من بيتها في طولكرم وهي حامل في الشهر الثالث في 29 أيلول 2005، وضعت مولودها البكر براء في 30 نيسان 2006 بعملية قيصرية في مستشفى "مائير" في كفار سابا، وأطلق سراحها مع طفلها بتاريخ 18 كانون الأول 2007 بعد قضاء مدة محكوميتها البالغة سبعة وعشرين شهر.

- فاطمة يونس حسان الزق، اُعتقلت عند حاجز بيت حانون في 20 أيار 2007 وكانت حاملًا في شهرها الثاني، أنجبت طفلها يوسف في 17 كانون الثاني 2008 في مستشفى "مائير" في كفار سابا، أفرج عنها وعن إبنها في 2 تشرين الأول 2009.

- سميحة حمدان أعتقلت في 23 حزيران 1981 من منزلها في مدينة بيت لحم وكانت حامل في شهرها السابع، وفي 5 آب 1981 أنجبت طفلة ثائرة في مستشفى الرملة، بقيت الطفلة مع والدتها بالسجن لمدة سنتين.

## الأوضاع المعيشية للأسيرات
تعيش الأسيرات أوضاعاً معيشيةً سيئة في سجن الدامون الذي كان بالأساس مخزن دخان ويتكون من عدة أقسام تزدحم الأسيرات فيه ويعانين من سوء التهوية والرطوبة العالية التي تؤثر عليهن سلباً.
- إنعدام المياه الصالحة للإستهلاك الآدمي، حيث تنتشر الأمراض والالتهابات الناتجة عن استخدام المياه الملوثة والتي لم يتم صيانتها منذ سنوات، وكذلك عدم وجود خصوصية لهن باستعمال الحمامات الموجودة خارج الغرف والتي لا يسترها إلا ستار.
- إنتشار الحشرات والقوارض في غرف السجن وحاجيات الأسيرات ومخزون الطعام لديهن.
- سوء الطعام وسوء إعداده والنقص في الوجبات، وسيطرة الجنائيين على المطبخ وفرض نوعيات طعام غير لائقة.
- الإهمال الطبي وسوء المتابعة وانعدام الفحص المخبري وغياب الطواقم الطبية المختصة بالأمراض النسائية وانتشار الإلتهابات مجهولة المصدر، كما إن العلاجات التي تُصرف ليست ذا فعالية علاجية. وهناك عدد كبير من الأسيرات يعانين من أمراض خطيرة مثل: السرطان، وفقر الدم، وأمراض السكري والضغط.
- التفتيش المفاجئ والعاري الذي تقوم به إدارة السجن بشكل مفاجئ وليلي ومتكرر ويتم إخضاع الأسيرات للتفتيش الجسدي المهين وفي بعض الحالات التفتيش العاري دون أدنى احترام للخصوصية والكرامة الإنسانية، عدا عن إلزامهن أن يكن بزي السجن عند العد.
- العزل الإنفرادي والتنقلات التعسفية دون أدنى مبرر أو سبب، وهو ما يؤثر على مواعيد الزيارات العائلية وانتظامها وعلى الوضع النفسي والعقلي للأسيرات.
- حرمانهن من تقديم بعض امتحانات التوجيهي مما يؤدي لحرمانهم من فرصة استكمال التحصيل العلمي الأكاديمي.
- إفتقارهن للكتب والمجلات العلمية والثقافية.
- حرمانهن من لقاء أبناءهن الأطفال، والتفتيش العاري قبل الزيارة والحرمان من الزيارة في بعض الحالات كعقاب جماعي، ومنع أمني لبعض أسرهم وعدم وجود هاتف للتحدث مع عائلاتهم خلال الزيارة مما يضطرهم للصراخ عالياً.